# Geistthal-Södingberg
Geistthal-Södingberg è un comune austriaco di 1 589 abitanti nel distretto di Voitsberg, in Stiria. È stato creato il 1º gennaio 2015 dalla fusione dei precedenti comuni di Geistthal e Södingberg; capoluogo comunale è Södingberg.